# Camponotus zimmermanni
Camponotus zimmermanni är en myrart som beskrevs av Auguste-Henri Forel 1894. Camponotus zimmermanni ingår i släktet hästmyror, och familjen myror.

## Underarter
Arten delas in i följande underarter:
- C. z. pansus
- C. z. zimmermanni